# Dieter R. Fuchs

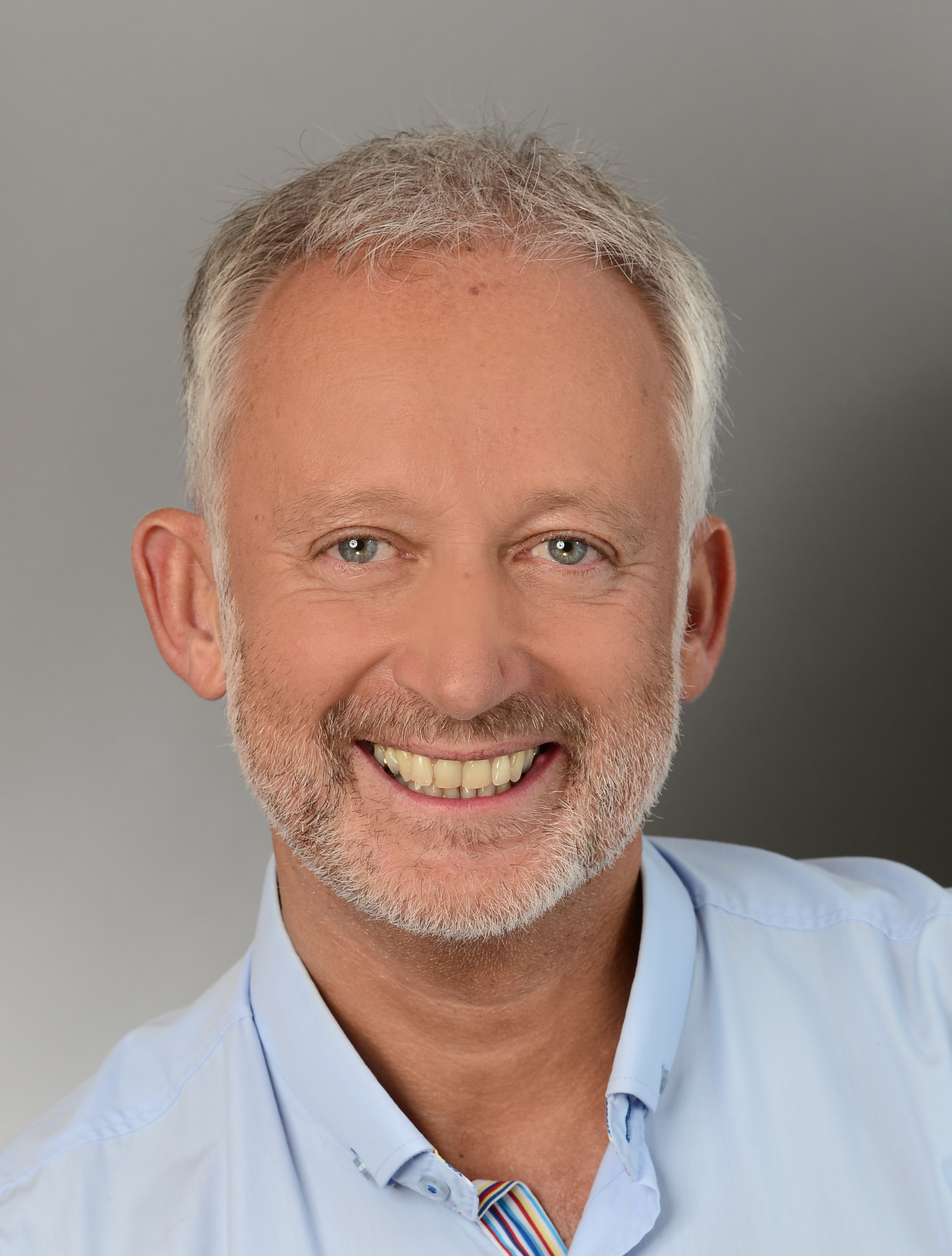
Dieter R. Fuchs (2016)

Dieter Rolf Fuchs (* 15. November 1952 in Zweibrücken-Ernstweiler) ist ein deutscher Wissenschaftler, Forschungsmanager und Schriftsteller.

## Leben
Fuchs wuchs in Zweibrücken-Ernstweiler auf. Nach dem Abitur am Helmholtz-Gymnasium Zweibrücken diente er als Zeitsoldat bei den Fallschirmjägern einer NATO-Einsatztruppe in Saarlouis.
Fuchs studierte einige Semester Geologie an der TU Clausthal und absolvierte anschließend ein Diplomstudium der Mineralogie an der Universität des Saarlandes in Saarbrücken. Nach dem Diplom arbeitete er dort als von der Deutschen Forschungsgemeinschaft geförderter wissenschaftlicher Mitarbeiter an der Optimierung von Röntgenfluoreszenzanalyse und Atomabsorptionsspektrometrie für die Spurenelementbestimmungen an geologischen Proben. 1977 wirkte er bei alpinen Geländebeprobungen im Piemont und 1978 bei einer Forschungsexpedition im Iran mit. Abgeordnet an die Bundesanstalt für Geowissenschaften und Rohstoffe, Hannover, leitete er danach von 1981 bis 1985 ein technisches Entwicklungshilfeprojekt im Jemen und baute in Sanaa das Nationale Chemisch-Analytische Rohstofflabor auf. Anschließend wechselte er zur Fraunhofer-Gesellschaft, für die er von 1986 bis 2012 tätig war.
Fuchs schreibt seit seinem Ruhestand 2013 im Bereich Belletristik und ist Gründungsmitglied und Redakteur beim auf Literaturthemen spezialisierten Internetradio und Podcastlabel Literatur Radio Hörbahn.
Fuchs lebt in München.

## Forschung

### Geologische Forschung
Von 1982 bis 1985 untersuchte er vulkanische Gesteinsformationen des jemenitischen Hochlandes und erarbeitete die erste auf Spurenelementanalysen basierende petrogenetische Forschungsarbeit zu deren Geologie. Er beprobte und untersuchte geochemisch den höchsten Berg der Arabischen Halbinsel, den 3665 Meter hohen Dschabal an-Nabi Schuʿaib. Dies lieferte Informationen zur Stratigraphie der pyroklastischen und sedimentären Schichtabfolge des Hochgebirges. Mit einer mit magna cum laude bewerteten Dissertation über die bis zu diesem Zeitpunkt unbekannte Entstehungsgeschichte der südarabischen Vulkanite wurde er anschließend an der Universität des Saarlandes zum Dr. rer. nat. promoviert.

### Materialwissenschaftliche Forschung
Ab 1986 forschte Fuchs in unterschiedlichen Positionen am Fraunhofer-Institut für Silicatforschung (ISC) in Würzburg in den Bereichen Materialentwicklung und zu Umweltthemen.
Ab 1988 lag sein Forschungsschwerpunkt bei Themen des Kulturgüterschutzes und der Umweltsimulation. Mit Förderung durch das BMBF forschte er zur Konservierung historischer Glasmalereien und gefördert durch die Deutsche Bundesstiftung Umwelt zur Umweltbelastung an Baudenkmälern, u. a. am Brandenburger Tor. Gefördert durch das NATO-Science-for-Peace-and-Security-Programm unterstützte er zu DDR-Zeiten sowie nach der Wende mit Mitteln des BMBF die Restaurierungsarbeiten an den mittelalterlichen Fenstern des Erfurter Doms. Fuchs wirkte materialwissenschaftlich bei der Restaurierung und Konservierung an zahlreichen Kathedralen in Europa mit, unter anderem in Köln, York, Chartres, Wien und Assisi. Im musealen Bereich kooperierte er mit Museen und Institutionen wie dem Victoria and Albert Museum, London, dem Grünen Gewölbe, Dresden und dem Getty Conservation Institute, Los Angeles. Fuchs und sein Team wirkten für das United States Holocaust Memorial Museum in Washington D.C. bei der Konservierung von schlammverkrusteten Metallcontainern mit, welche das Oneg Schabbat (UNESCO-Weltkulturerbe Ringelblum-Archiv) aus dem Warschauer Ghetto enthielten.
Fuchs war ab 1992 Leiter der Abteilung Glastechnologie und Mitglied der Institutsleitung. Neben diesen Aufgaben in Würzburg leitete er ab 1994 die Fraunhofer-Forschungsstelle für Kulturgüterschutz und Umweltmonitoring im Kloster Bronnbach bei Wertheim, aus der heraus sich das Internationale Zentrum für Kulturgüterschutz und Konservierungsforschung IZKK entwickelte.
Er war bis zu seiner Berufung in die Fraunhofer-Zentrale an über fünfzig Forschungsprojekten beteiligt. Als wissenschaftlicher Gutachter war er für die Deutsche Forschungsgemeinschaft und die National Science Foundation (USA) tätig. Für seine wissenschaftlichen Erfolge wurde Fuchs mehrfach mit Forschungspreisen ausgezeichnet. Mit der Entwicklung der Glassensor-Methode führte er eine neue Messtechnik in den Kulturgüterschutz ein, welche seither in Denkmalpflege und Museumsbetrieben zur Abschätzung des Schadensrisikos durch Umwelteinflüsse eingesetzt wird. Das Verfahren wurde international patentiert und durch den VDI und DIN als Standardmethode zertifiziert.

### Internationales Forschungsmanagement
1996 wechselte er in die Fraunhofer-Zentrale nach München und gründete das direkt dem Vorstand unterstellte Department of International Cooperation. Von 1996 bis 2006 entwickelte er dies unter den zwei Präsidentschaften von Hans-Jürgen Warnecke und Hans-Jörg Bullinger weiter zur Abteilung International Business Development der Fraunhofer-Gesellschaft, die unter seiner Leitung das weltweite Marketing, Networking und Projektgeschäft sowie alle Auslandsniederlassungen dieser Forschungs-Organisation koordinierte.
Von 1998 bis 2006 war Fuchs zusätzlich im Bereich Innovationsmanagement und Technologietransfer für Regierungsgremien und bei Delegationen deutscher Länderministerien sowie des Bundesministeriums für Bildung und Forschung tätig. Er wirkte bei Regierungsberatungsprojekten mit, u. a. in Indonesien. Unter Minister Otto Wiesheu leitete er für das Bayerische Wirtschaftsministerium 2002 bis 2005 eine Unternehmensinitiative zum Erschließen von Fördergeldern der Weltbankgruppe.

### Management-Aktivitäten in Dubai
Von 2007 bis 2012 initiierte und verantwortete Fuchs von Dubai aus als General Manager des Fraunhofer Representative Office Middle East die Nahost- und Nordafrika-Aktivitäten der Fraunhofer-Gesellschaft. In diesem Zeitraum nahm er Beratungs- und Managementaufgaben auch für das deutsche Generalkonsulat, das deutsche Bundesforschungsministerium und den europäischen Industrieverbund EPIC wahr. Fuchs war Senior Consultant in einem interdisziplinären Team aus dem Fraunhofer-Institut für Produktionsanlagen und Konstruktionstechnik, dem Dubai Institute of Technology und dem Kiel Institut für Weltwirtschaft bei der Entwicklung des Wirtschaftsplans 2011–2015 für das Emirat Dubai. Er war außerdem Gründungsmitglied und Kurator der Emiratisch-Deutschen Industrie- und Handelskammer und Initiator, Sponsor und Chief Juror des ersten regionalen Schüler-Technik-Wettbewerbs Dubai Youth Science Challenge.

## Ehrenamtliches Engagement auf UN-Ebene
Von 2007 bis 2010 war er parallel hierzu als erster Deutscher der Präsident der weltweit größten Dachorganisation der Angewandten Forschung WAITRO (World Association of Industrial and Technological Research Organizations). Diese wurde unter dem Dach der Vereinten Nationen gegründet und besitzt dort Konsultationsstatus. Seine Wahl durch die Vollversammlung erfolgte 2006 in Saskatoon, Kanada, seine Wiederwahl 2008 in Kuala Lumpur. Unter seiner Leitung wurde das Spektrum der WAITRO-Projekte in Indien durch Fördermittel von UNIDO, Wien, in Südostasien durch UNESCO-Förderung und in Nordafrika durch Programme von ISESCO, Rabat, erweitert.

## Tätigkeit als Schriftsteller
Seit seinem Ruhestand 2013 widmet Fuchs sich der Schriftstellerei im Bereich Belletristik. Seine Werke sind oft durch kunsthistorische und historische Themen geprägt.

## Ehrungen (Auswahl)
- 1992: Regionaler WVV-Umweltpreis der Stadt Würzburg für Umweltschutzprojekte in Franken[40]
- 1992: Nationaler Joseph-von-Fraunhofer-Preis für die Erfindung und Entwicklung zur Marktreife neuer Dosimeter-Materialien[22][41]
- 1993: Internationaler Otto-Schott-Forschungspreis der Ernst Abbé Stiftung für seine innovativen Arbeiten zu Glassensoren[42][43]
- 1996: Aufnahme ins Who is Who in the World[44]
- 2005: Wissenschaftliche Ehrung durch die Tongji-Universität mit der Ehrentrophäe des Sino-German High Level Expert Symposium on Optical Coatings, verliehen in Shanghai
- 2007: Ehrenplakette der Arab Science and Technology Foundation für Leistungen 2007 beim Innovationswettbewerb Made in the Arab World[45] und 2006 bei der pan-arabischen Tagung Scientific Research Outlook in Damaskus[46]
- 2008: Ehrenurkunde überreicht von Ministerin Annette Schavan und Minister Hany Mahfouz Helal für Verdienste um die bilaterale wissenschaftliche Zusammenarbeit zwischen Ägypten und Deutschland[47]
- 2009: Ehrenpreis der Zayed University Dubai für das mehrjährige Engagement bei internationalen Fördermaßnahmen für arabische Studentinnen[48]
- 2021: Preisträger beim Literaturwettbewerb des Märkischen Kreises, mit der Mystery-Kurzgeschichte „Das grüne Blut des Jadedrachen“[49]
- 2022: Preisträger beim Bubenreuther Literaturwettbewerb, mit der dadaistischen Kurzprosa „Als ein Loch das Nichts heimsuchte“[50]

## Werke (Auswahl)

### Fachbeiträge
- Liste von 50 ausgewählten Publikationen im Fraunhofer-Verzeichnis[51]
- gemeinsam mit Helmut Patzelt und Helmut K. Schmidt: Ein neues Schutzkonzept für historische Glasfenster. Kurzberichte aus der Bauforschung, 28, 1987, S. 589–590.
- gemeinsam u. a. mit Helmut Patzelt und Helmut K. Schmidt: Model glass test sensors – new concept to investigate external protective glazings. News Letters CVMA, Nr. 41–42, 1988.
- gemeinsam mit Helmut Patzelt und Helmut K. Schmidt: Umweltbedingte Schädigungen an historischen Glasfenstern Phänomene, Mechanismen, Konservierungskonzepte. In: Engin Bagda et al. (Hrsg.): Umwelteinflüsse auf Oberflächen: Belastungs- und Abbaumechanismen in Abhängigkeit von Umwelt- und Klimaeinflüssen. expert-Verlag, 1989. S. 174–192. OCLC 879515479
- gemeinsam u. a. mit Helmut K. Schmidt und Hannelore Römich: Preservation of stained glass windows: new materials and techniques. Science, technology and European cultural heritage: proceedings of the European Symposium (Bologna, 1989), Butterworth-Heinemann, 1991, S. 679–683.
- gemeinsam mit Hannelore Römich: Evaluation of the Effectiveness and the Potential Damage of Cleaning Methods for the Restoration of Stained Glass Windows. MRS Online Proceeding Library Archive 267, 1992.
- gemeinsam mit Helmut K. Schmidt: Protective Coatings for Medieval Stained Glasses. MRS Online Proceeding Library Archive 185, 2011.

### Belletristik
- Der Tanz der Häsin. Künstlerroman, Fabulus-Verlag, 2015, ISBN 978-3-944788-34-0
- Lyrik-Beitrag in Anthologie „SchönwortSchätze“, Lorbeer Verlag, 2016, ISBN 978-3-938969-48-9.
- Hannya – im Bann der Dämonin. Historischer Roman, Schwarzer Drachen Verlag, 2017, ISBN 978-3-940443-73-1
- Kurzgeschichten in Anthologie LITERÀBILES „Brücken“, 2017, ISBN 978-1-9812-0533-2.
- Kurzgeschichten in Anthologie LITERÀBILES „Grenzen“, 2017, ISBN 978-1-5413-3539-4.
- Kurzgeschichten und Gedichte in leichter Sprache in Anthologie „Lesen ist...“, 2017, ISBN 978-1-9765-8648-4.
- Lyrik-Beitrag in Anthologie „GoldstaubGalaxie“, Lorbeer Verlag, 2017, ISBN 978-3-938969-62-5
- Zhulong – ein Drache erwacht. Urban Fantasy Roman, Schwarzer Drachen Verlag, 2018, ISBN 978-3-96408-018-9
- Lyrik-Beitrag in Anthologie „Edel-herb Erlesen“, Lorbeer Verlag, 2018, ISBN 978-3-938969-64-9
- Kurzgeschichten in Anthologie LITERÀBILES „...oder?“, 2019, ISBN 978-1-7980-4574-9.
- Lyrik-Beitrag in Anthologie „EwigkeitsElysium“, Lorbeer Verlag, 2019, ISBN 978-3-938969-66-3.
- Der Masanao Adler – im Fokus der Wissenschaft. Wissenschaftsroman, Karina Verlag, 2020, ISBN 978-3-903161-76-4
- Kinder dieser Erde – Teile 1 und 2. Kurzgeschichten für Kinder und Jugendliche, Karina Verlag, 2021, ISBN 978-3-903161-82-5
- Mystery-Kurzprosa Das Grüne Blut des Jadedrachen in der Anthologie „Auf Pfaden im Regenwald“. Hrsg. Literaturpodium, Dorante Edition, 2022, ISBN 978-3-7557-9752-4.
- Dadaistische Kurzprosa Als ein Loch das Nichts heimsuchte in der Anthologie zum 8. Bubenreuther Literaturwettbewerb 2022. Hrsg. Christoph-Maria Liegener, Tredition Verlag, 26. Oktober 2022, ISBN 978-3-347-76237-4.
- Kurzgeschichte Im Felsennest in der Anthologie „Unvergessliche Schicksale“. Hrsg. Net-Verlag, Chemnitz, 1. Februar 2023, ISBN 978-3-95720-358-8
- Humoristische Parodie Ein semantisch seltsames Date in der Anthologie „Ein verflixter Valentinstag“. Hrsg. Elysion-Books, Leipzig, Februar 2023, ISBN 978-3-96000-268-0.
- Episodengeschichte Japan ruft in Anthologie „Und über allem schwebt Magie“. Hrsg. Schreiblust Verlag, Dortmund, 2023, ISBN 978-3-9825477-0-1